# Андреев, Валентин Дмитриевич
Валенти́н Дми́триевич Андре́ев (род. 10 октября 1935, с. Крюковка, Воронежская область — 12 февраля 2021, Киев) — украинский учёный в области физики твёрдого тела.

## Биография
В 1953 году окончил с серебряной медалью среднюю школу № 1 в г. Карши Узбекской ССР, в 1959 — Московский институт цветных металлов и золота.
В 1959—1966 годах работал инженером, старшим инженером, руководителем группы на предприятиях п/я № 1119 и п/я № 28 (урановое производство) Министерства среднего машиностроения.
В 1966—1999 годы работал в Институте сверхтвёрдых материалов АН Украины (старший научный сотрудник, заведующий научным отделом «Динамических методов синтеза сверхтвёрдых материалов»).

## Основные направления научной деятельности
В 1965 году защитил кандидатскую, в 1972 — докторскую диссертацию. Профессор (1992).
Основные направления исследований:
- ударно-волновые процессы в твёрдом теле, машинах и механизмах;
- детонационные, плазмо-динамические и плазмо-химические методы воздействия на вещество;
- теоретические разработки в области термодинамики плотных фаз углерода и нитрида бора, дифрактометрии координационных сфер алмаза и ряда других проблем теоретической физики.

Достижения:
- Впервые в СССР разработал алгоритмы расчётов волновой передачи энергии в ударных системах буровых машин[2].
- Впервые в СССР разработал и осуществил оригинальную технологию синтеза алмазов с использованием энергии ударных волн (1975)[3][4], технологию спекания алмазных порошков взрывом[5] и импульсного спекания композиционных сверхтвёрдых материалов с помощью высокоэнергетических электроразрядов большой мощности[6] , технологию осаждения углерода в алмазной и алмазоподобной фазе из газа и плазмы[7][8] на элементы солнечных батарей, тепловизоров и т. п.
- Разработал теорию аномальной высокотемпературной термодинамики алмаза и графита, теорию дифрактометрии координационных сфер алмаза, построил крэш-конформационную атомарную модель плавления кристаллических тел[9][10], установил положительный наклон линии равновесия алмаз-жидкость на фазовой р,Т-диаграмме (ранее наклон считался отрицательным !), то есть алмаз тяжелее своей жидкости (в расплаве он будет тонуть, а не всплывать как лёд в воде!)[11].
- Автор более 200 публикаций в ведущих научных журналах: «Сверхтвердые материалы», «Кристаллография», «Порошковая металлургия», «Физика твердого тела», «Journal of Superhard Materials», «Soviet Powder Metallurgy and Metal Ceramics», «Chemical Physics Reports.» и других.
- 22 авторских свидетельства имеют кардинальное значение для развития бурового дела и методов детонационного синтеза алмазов.
- В 1992 году ВАК присвоила звание профессор.
- Подготовил 6 кандидатов физических и химических наук.

## Награды
- Орден «Знак Почёта»
- медали.